# St Day
St Day – wieś w Anglii, w Kornwalii. Leży 29 km na północny wschód od miasta Penzance i 383 km na zachód od Londynu.